# Norsk Maskin Industri
Norsk Maskin Industri (NMI) wurde 1920 als eine Kooperation zwischen den beiden großen norwegischen Lokomotivherstellern Thunes mekaniske verksted und Hamar Jernstøberi gegründet.
Nach dem Zweiten Weltkrieg führte Thunes mekaniske verksted bis 1973 seine eigene Lokomotivproduktion unter dem eigenen Namen fort.